# 秋田就季
秋田 就季（あきた なりすえ）は、江戸時代前期から中期にかけての陸奥国三春藩の世嗣。官位は従五位下・伊豆守。

## 略歴
陸奥国三春藩3代藩主で秋田家5代当主・秋田輝季の長男として誕生。
延宝8年（1680年）10月26日、5代将軍・徳川綱吉にお目見えする。貞享2年（1685年）12月28日、従五位下伊豆守に叙任する。
正徳5年（1715年）6月4日、父に先だって死去した。享年45。

## 系譜
- 父：秋田輝季（1649-1720）
- 母：本性院 - 酒井忠直娘
- 正室：秋元喬知娘
- 生母不明の子女
  - 長男：万千代
  - 長女：
  - 次女：岩子 - 秋田輝季養女、秋田頼季正室

| スタブアイコン | サブスタブ | この項目は、まだ閲覧者の調べものの参照としては役立たない、人物に関連した書きかけの項目です。この項目を加筆・訂正などしてくださる協力者を求めています（P:人物伝/PJ:人物伝）。 |